# Montañas Phi Pan Nam
Las montañas Phi Pan Nam (en tailandés: "Montañas de los espíritus que esparcen el agua", también "El espíritu de las mil aguas") es un sistema montañoso de Tailandia.
La delimitación de las montañas Phi Pan Nam es bastante difícil. Podría decirse que son un conjunto de crestas y valles que se extienden entre los ríos Mae Nam Wang, Mae Nam Yom y Mae Nam Nan. Alimentan con agua al sur al río Chao Phraya y al norte al Mekong.
Los principales ríos que nacen en las montañas Phi Pan Nam son el Mae Nam Yom, Mae Nam Ing y Mae Nam Wang.
Las cadenas montañosas atraviesan las provincias de Chiang Rai, Phayao, Lampang, Phrae, Uttaradit, Nan, Sukhothai, y Tak en el Norte de Tailandia. El pico más alto de las montañas Phi Pan Nam, el Doi Luang (ดอยหลวง) con 1.694 m de altura, se encuentra en una de las cadenas montañosas occidentales de la cordillera.

## Reservas de la naturaleza
Hay varios parques nacionales y reservas naturales en las montañas:
- El parque nacional de Doi Luang (อุทยานแห่งชาติดอยหลวง) – tamaño: 1.170 km², la sede se encuentra en la provincia de Phayao.
- El parque nacional de Doi Phu Nang (อุทยานแห่งชาติดอยภูนาง) – tamaño: 512 km², la sede se encuentra en la provincia de Phayao.
- El parque nacional de Khun Sathan (อุทยานแห่งชาติขุนสถาน) – tamaño: 419 km², la sede se encuentra en la provincia de Nan.
- El parque nacional Lam Nam (อุทยานแห่งชาติลำน้ำน่าน) – tamaño: 999 km², la sede se encuentra en la provincia de Uttaradit.
- Parque nacional de Mae Yom (อุทยานแห่งชาติแม่ยม) – tamaño: 454 km², la sede se encuentra en la provincia de Phrae.[3]
- El parque nacional de Nanthaburi (อุทยานแห่งชาตินันทบุรี) – tamaño: 877 km², la sede se encuentra en la provincia de Nan.
- El parque nacional de Phu Cantó (อุทยานแห่งชาติภูซาง) – tamaño: 284 km², la sede se encuentra en la provincia de Chiang Rai.
- El parque nacional Si Nan (อุทยานแห่งชาติศรีน่าน) – tamaño: 1024 km², la sede se encuentra en la provincia de Nan.
- El parque nacional Si Satchanalai (อุทยานแห่งชาติศรีสัชนาลัย) – tamaño: 213 km², la sede se encuentra en la provincia de Sukhothai.
- El parque nacional de Wiang Ko Sai (อุทยานแห่งชาติเวียงโกศัย) – tamaño: 410 km², la sede se encuentra en la provincia de Lampang.[4]
- El parque forestal de Phu Langka (วนอุทยานภูลังกา) – tamaño: 12 km², la sede se encuentra en la provincia de Phayao.[5]
- El parque forestal de Phae Mueang Phi (แพะเมืองผี) – tamaño: 1 km², la sede se encuentra en la provincia de Phrae.[6]

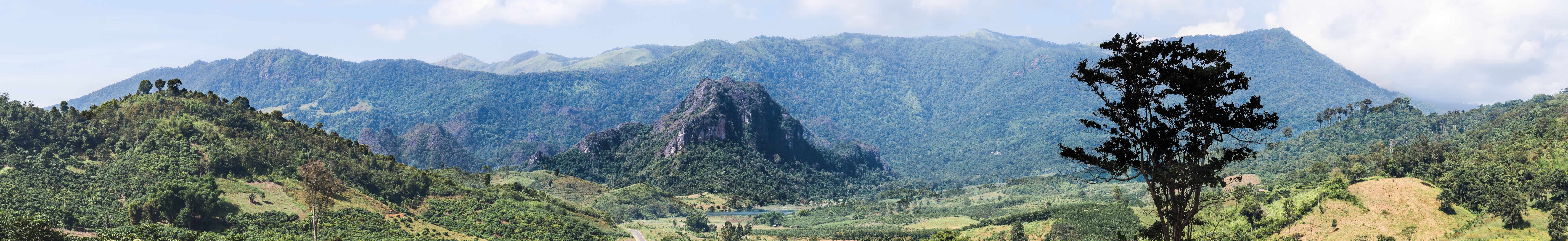
Vista panorámica desde la carretera 1148 en el distrito de Song Khwae de algunas de las formaciones kársticas en la cordillera de Phi Pan Nam.

## Lecturas
- Wolf Donner: The Five Faces of Thailand. Institute of Asian Affairs, Hamburg 1978, Paperback Edition: University of Queensland Press, St. Lucia, Queensland 1982, ISBN 0-7022-1665-8